# Anaphe ambrizia
Anaphe ambrizia är en fjärilsart som beskrevs av Butler. Anaphe ambrizia ingår i släktet Anaphe och familjen tandspinnare. Inga underarter finns listade i Catalogue of Life.